# Legenere
- Commons
- Wikispecies

Legenere é um gênero botânico pertencente à família Campanulaceae.

## Espécies
- Legenere valdiviana (Phil.) E.Wimm.